# Albert Betz
Albert Betz (Schweinfurt, 25. prosinca 1885. – Göttingen, 16. travnja 1968.) bio je njemački fizičar i konstruktor zrakoplova. Među prvima je proučavao energiju vjetra te je postavio osnove aerodinamike i tehnologije vjetroturbina. Betzove teorijske spoznaje ostale su do danas osnove teorije propelera.

## Životopis

### Obrazovanje i rana karijera
Albert Betz rođen je na Božić, 25. prosinca 1885. u Schweinfurtu. Studirao je filozofiju u Eichstättu, a kasnije strojarstvo na Tehničkom Sveučilištu u Münchenu. Tijekom 1905. i 1906. radio je na brodogradilištu Germania-Werft u  Kielu. Svoje daljnje obrazovanje nastavio je na Tehničkom Sveučilištu u Berlinu gdje je 1910. diplomirao kao inženjer brodogradnje. 

Neko vrijeme radio je kao asistent u Berlinu, ali se 1911. pridružuje Ludwigu Prandtlu u radu na studiji o pogonu propelera cepelina na Institutu za primijenjenu mehaniku Sveučilišta u Göttingenu. U Göttingenu je Betz na poziciji asistenta do 1918., navedena pozicija omogućila mu je da nastavi daljnje obrazovanje na poljima matematike i fizike. Betz je 1914. bio regrutiran u vojsku, ali je na Prandtovo inzistiranje vraćen u Göttingen gdje nastavlja istraživanja propelera te 1915. obavlja testiranja propelera za vojsku. 
Od 1915. na čelu je Odjela za testiranje Aerodinamičkog laboratorija u Göttingenu (AVA). 1916. projektirao je novi  aerodinamički tunel unutarnjeg promjera 2.45 metara. 1919. godine je doktorirao s temom 'brodski propeleri s minimalnim gubitkom energije'. 

### Zanimanje i rad na vjetrenjačama
Sredinom 20ih godina 20. stoljeća, inspiriran sofisticiranim kriterijima zrakoplovnih propelera Betz je svoja razmatranja preusmjerio na lopatice vjetrenjača.  Propeler pogonjen motorom stvara tlak zraka, dok se vjetrenjače vrte zbog normalnog tlaka zraka. Betz je ustanovio da su propeleri i vjetrenjače opisani istim aerodinamičnim zakonima i da se mogu proračunati na isti način. Svoj rad objavljuje u članku 'Teorijska granica najvećeg iskorištenja vjetra pomoću vjetroagregata' (Das Maximum der theoretisch möglichen Ausnutzung des Windes durch Windmotoren)  1920. godine i u njemu iznosi svoj poznati Betzov zakon. Temelji njegovog rada počivaju na prijašnjim istraživanjima engleskog inženjera Fredricka Lanchestera koji je prvi u potpunosti opisao sile otpora i uzgona. Svoja istraživanja i rad sumira i objavljuje u knjizi Energija vjetra i njeno korištenje u vjetrenjačama (Wind-Energie und ihre Ausnutzung durch Windmühlen) 1925. godine.  

 Sredinom 1930ih naučio je upravljati zmajem pa je na praktičan način došao u vezu s fokusom svih vlastitih istraživanja. Proučavao je različite profile krila, te je matematički odredio optimalnu širinu duž cijelog krila.

  U suradnji s Kurtom Bilauem razvija posebne lopatice za vjetrenjače od aluminija. Dizajn lopatica inspiriran je avionskim krilima, te omogućava podešavanje režima rada vjetrenjače tijekom rada, tj. bez njezinog zaustavljanja. U testovima u zračnom tunelu njihova lopatica je pokazivala bolje karakteristike i superiornost u odnosu na dotadašnje lopatice.

### Kasnija karijera
1924. postaje zamjenik direktora AVA laboratorija te provodi esencijalna istraživanja aksijalnih kompresora.

 Od 1926. radi kao profesor fizike na Georg-August Sveučilištu u Göttingenu, a 1936. nasljeđuje Ludwiga Prandtla na mjestu voditelja Laboratorija za aerodinamiku (AVA) te na toj poziciji ostaje sve do 1956. godine. 
 U eksperimentima u zračnom tunelu surađivao je s Ludwigom Bölkowom te su zajedno razvili strijela krila za njemačku zrakoplovnu kompaniju Messerschmitt AG. Ovakav dizajn krila omogućuje avionu postizanje većih brzina tijekom leta. 
 Tijekom Drugog svjetskog rata razvio je razne vojne uređaje za njemačko ratno zrakoplovstvo Luftwaffe.

Od 1947. do 1956. godine bio je direktor Instituta Max-Planck za dinamiku fluida. 1945. izdaje knjigu  Monografija Göttingena: 'Napredak njemačkih zrakoplovnih istraživanja od 1939.'  (Fortschritte der deutschen Luftfahrtforschung seit 1939.). 
1957. Betz odlazi u mirovinu, a 16. travnja 1968. umire u Göttingenu.

### Betzov zakon
Albert Betz najpoznatiji je po Betzovom zakonu. 
 Betzov zakon ili zakon energije vjetra govori da je neovisno o konstrukciji vjetroturbine moguće pretvoriti maksimalno samo 16/27 tj. 59% kinetičke energije vjetra u korisnu mehaničku energiju. Do ove pojave dolazi jer vjetar mora zadržati jedan dio svoje energije kako bi mogao nastaviti strujati dalje i omogućio dolazak vjetru iza sebe. 59% korisne energije bi davao idealni vjetroagregat, ali zbog dodatnih gubitaka energije pri pretvorbi energije do dobivanja električne energije, današnji vjetroagregati imaju stupnjeve djelovanja oko 45%.

## Znanstvena djela i radovi
- 1920. članak Teorijska granica najvećeg iskorištenja vjetra pomoću vjetroagregata (Das Maximum der theoretisch möglichen Ausnutzung des Windes durch Windmotore)
- 1925. knjiga Energija vjetra i njeno korištenje u vjetrenjačama (Wind-Energie und ihre Ausnutzung durch Windmühlen)ž
- 1945. knjiga  Monografija Göttingena: 'Napredak njemačkih zrakoplovnih istraživanja od 1939.'  (Fortschritte der deutschen Luftfahrtforschung seit 1939.)
- 1961. knjiga Povijest kontrole graničnog sloja u Njemačkoj
- 1961. Četvti dio: "Brodski propeler s minimalnim gubitkom energije" (Vierter Tiel: "Schraubenpropeller Mit Geringstem Energieverlust")

## Priznanja i nagrade
- 1958. dobiva Prsten Ludwiga Prandtla za izuzetan doprinos zrakoplovnom inženjerstvu
- 1965. Zapadna Njemačka akademija znanosti dodjeljuje mu Medalju Carla Friedricha Gaussa

U čast Albertu Betzu nazvane su ulice u Hamburgu i Münchenu. 